# Ханс Бернд фон Хефтен
Ханс Бернд фон Хефтен (на немски: Hans Bernd von Haeften) е германски дипломат и борец от съпротивата, участвал в опита за убийство на фюрера Адолф Хитлер от 20 юли 1944 г..

## Биография
Хефтен е роден в Берлин, син на Ханс фон Хефтен (1870 – 1937), армейски офицер и президент на Райхсархива, и съпругата му Агнес фон Браухич (1869 – 1945). Неговите братя и сестри са Елизабет (1903 – 1980) и Вернер (1908 – 1944). През 1924 г. изучава право в университета в Кеймбридж.
Той се жени за Барбара Куртиус (1908 – 2006) на 2 септември 1930 г. Те имат пет деца: Ян, Дирк, Верена, Доротея и Улрике.
След университета, той работи за Фондация „Стреземан“, а след това през 1933 г. се присъединява към външната служба. Работи главно за културно-политическия отдел на външната служба и като културен аташе в Копенхаген, Виена и Букурещ.
През 1940 г. Хефтен става лидер на отдела, но отказва да се присъедини към нацистката партия. Той има контакти с кръга Крейсау, особено чрез Улрих фон Хасел и Адам фон Трот цу Золц. Той отказва по религиозни и морални убеждения да има нещо общо с всеки опит за убийство на Адолф Хитлер, но подкрепя опита за сваляне на Хитлер и е готов да поеме властта във външното министерство. През януари 1944 г. той спира брат си, лейтенант Вернер фон Хефтен, да застреля Хитлер с пистолет с аргумента, че това ще наруши Петата Божа заповед.
Хефтен е арестуван на 23 юли 1944 г., три дни след неуспешния заговор във Вълчата бърлога в Източна Прусия. Неговият брат лейтенант Вернер фон Хефтен, който е адютант на полковник Клаус фон Щауфенберг, е разстрелян заедно с Щауфенберг в ранните часове на 21 юли в „Бендлерблок“. На 15 август Хефтен е изправен пред Народна съдебна палата и е обвинен в предателство във връзка с делото. Той признава за обвинението, казвайки: „От юридическа гледна точка това е предателство, всъщност не е така, защото вече не чувствам задължение за лоялност, виждам в Хитлер извършителя на злото на историята.“ Той е осъден на смърт и обесен в същия ден в затвора Пльоцензе в Берлин.
През август 1998 г. германският Бундестаг отменя решенията на Народната съдебна палата и на специалните съдилища със закон, който забранява несправедливите националсоциалистически решения по наказателни дела.